# Lars Telschow
Lars Telschow (* 29. August 1991) ist ein deutscher Bahn- und Straßenradrennfahrer.
Lars Telschow wurde 2009 Etappendritter bei dem polnischen Juniorenrennen Cup of Grudziadz Town President. Auf der Bahn gewann er zusammen mit Nikias Arndt, Tobias Barkschat und Michel Koch den deutschen Meistertitel in der Mannschaftsverfolgung der Junioren. Seit 2010 fährt er für das LKT Team Brandenburg. In seinem ersten Jahr dort wurde Telschow Etappendritter bei der Tour de Berlin.

## Erfolge – Bahn
2009
- Deutscher Meister – Mannschaftsverfolgung (Junioren) mit Nikias Arndt, Tobias Barkschat und Michel Koch

## Erfolge – Straße
2012
- Cologne Classic

## Teams
- 2010 LKT Team Brandenburg
- 2011 LKT Team Brandenburg